# Sumajja Abd al-Latif
Sumajja Muhammad Abd al-Latif (arab. سوميه محمد عبداللطيف; ur. 1 listopada 1980) – egipska zapaśniczka walcząca w stylu wolnym. Brązowa medalistka igrzysk afrykańskich w 1999. Zdobyła dwa medale na mistrzostwach Afryki w latach 2000 - 2003. Szósta na igrzyskach śródziemnomorskich w 2001. Siódma w Pucharze Świata w 2002 roku.